# 金名世
金 名世（きん めいせい）は、中華民国、満州国の政治家。愛新覚羅氏、満州正藍旗の人。満州国では厚生部大臣などをつとめた。

## 事績

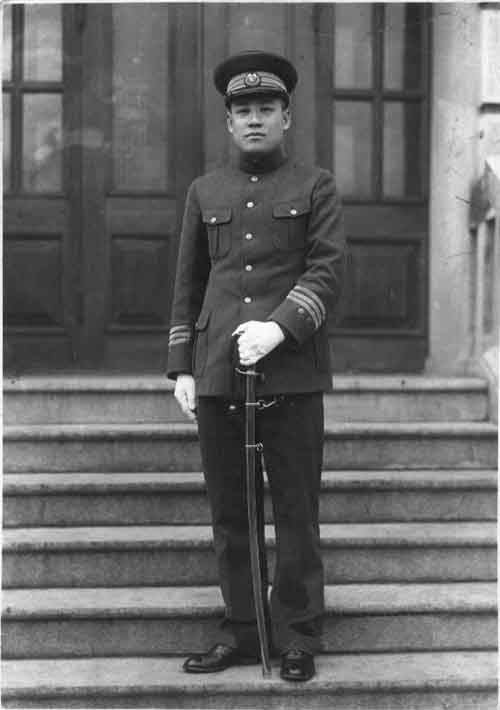
吉林省公署警務庁庁長在任時（1930年代前半）

北京国立法政大学を卒業。1922年（民国11年）、吉林延吉鎮守使署軍法官となる。1926年（民国15年）、吉林浜江鎮守使上校参謀長に任ぜられた。1931年（民国20年）、吉林の汪清県県長となった。
満州国成立後は、ハルビン特別市実業総局局長、吉林省公署警務庁庁長、間島省民政庁庁長を歴任した。1934年（康徳元年）12月、三江省省長に昇進している。1937年（康徳4年）7月1日、熱河省省長に異動した。1940年（康徳7年）5月、新京特別市市長となる。1942年（康徳9年）9月28日、吉林省省長に移動した。
1944年（康徳12年）4月、民生部大臣に起用された。翌年3月、民生部は厚生部に改組され、金名世がそのまま大臣をつとめている。
満州国滅亡後、金名世はソ連軍に逮捕される。後に中華人民共和国に引き渡され、撫順戦犯管理所に収監された。数年を経て特赦により釈放された。晩年は史料としての回顧文を書き残している。
1964年、死去。享年79。